# Чернов, Николай Иванович
Чернов Николай Иванович (10 ноября 1956, Кривой Рог, Днепропетровская область — 7 августа 2014, Бирмингем) — советский и американский учёный-математик.

## Биография
Родился 10 ноября 1956 года в городе Кривой Рог Днепропетровской области.
В 1973 году окончил среднюю школу № 95 в Кривом Роге.
С 1977 года учился в аспирантуре МГУ: в 1977—1983 годах — младший научный сотрудник. В 1983 году окончил Московский государственный университет. Защитил кандидатскую диссертацию «Эргодические и энтропийные свойства динамических систем биллиардного типа», научный руководитель профессор Яков Синай. В 1984 году получил степень кандидата математических наук.
В 1983—1991 годах — научный сотрудник Объединённого института ядерных исследований в Дубне.
В 1987—1991 годах работал внештатным преподавателем в МИРЭА в Москве.
В 1991—1992 годах — приглашённый доцент Калифорнийского университета в Лос-Анджелесе, где работал с профессором Лайсангом Янгом.
В 1992—1993 годах — приглашённый старший научный сотрудник в Технологическом институте Джорджии в Атланте (штат Джорджия, США), где работал с профессором Леонидом Бунимовичем.
В 1993—1994 годах — приглашённый доцент в Принстонском университете (штат Нью-Джерси, США), где работал с Яковом Синаем и другими коллегами.
С 1994 года работал в Университете Алабамы в Бирмингеме.
В 2012 году стал членом Американского математического общества.
Умер 7 августа 2014 года от рака печени в Бирмингеме.